# Manfred Hering
Manfred Curt Hering (* 3. Juni 1939 in Burgstädt) ist ein deutscher Jazzsaxophonist.
Hering studierte zunächst Mathematik. Er brachte sich autodidaktisch das Saxophonspiel bei und spielte von 1964 bis 1968 in verschiedenen Tanzorchestern. Von 1969 bis 1970 war er in der Gerhard-Stein-Combo.
An der Musikschule Friedrichshain in Ost-Berlin absolvierte er von 1971 bis 1972 ein Studium im Fach Altsaxophon und Klarinette.
In den frühen 1970ern spielte er in verschiedenen Gruppen von Manfred Schulze (unter anderem in dessen Bläserquintett), aber auch in den Formationen des Gitarristen Joe Sachse (1976/1977). 1977 tourte er mit der Leipziger Band Osiris. Darüber hinaus arbeitete er mit Ulrich Gumpert und ist durch sein Mitwirken auf der FMP-Platte The Old Song, im Trio mit Günter Sommer, erstmals auch in der BRD bekannt geworden. Mit der Ulrich Gumpert Workshop Band hatte er dann seine Auftritte in Westdeutschland. Mitte der 1980er gründete er ein eigenes Trio, dem unter anderem der Schlagzeuger Wolfram Dix angehörte und er spielte auch wieder mit Schulze zusammen.
Verschiedene Projekte führten Hering mit Irène Schweizer, Peter Kowald, John Tchicai, Rüdiger Carl und Paul Rutherford zusammen.
Er wohnt in Wurzen und ist Mitglied im Leipziger Bimbotown-Orchestra, im Manfred Schulze Bläserquintett und spielt gelegentlich auch im Zentralquartett.
Hering zählt nach dem Jazz Rough Guide zu den „namhaftesten freien Improvisatoren der ehemaligen DDR“.